# Astyanax courensis
Astyanax courensis är en fiskart som beskrevs av Bertaco, Carvalho och Jerep 2010. Astyanax courensis ingår i släktet Astyanax och familjen Characidae. Inga underarter finns listade.